# Baryceros
Baryceros is een geslacht van insecten uit de orde vliesvleugeligen (Hymenoptera) en de familie Ichneumonidae.

## Soorten
- B. abdominalis (Cresson, 1874)
- B. albipes (Brulle, 1846)
- B. audax (Cresson, 1878)
- B. bilineatus (Brulle, 1846)
- B. breviatorius (Fabricius, 1804)
- B. burgosi Kasparyan & Ruiz-Cancino, 2005
- B. candidus (Cresson, 1878)
- B. dubiosus (Szepligeti, 1916)
- B. eucleidis (Blanchard, 1936)
- B. flavofasciatus (Spinola, 1840)
- B. fortis (Cresson, 1878)
- B. guttatus Gravenhorst, 1829
- B. halli Townes, 1962
- B. intermedius (Szepligeti, 1916)
- B. lascivus (Cresson, 1874)
- B. manaosensis (Brethes, 1919)
- B. microgaster (Viereck, 1912)
- B. minor (Brues, 1912)
- B. mirabilis (Cresson, 1873)
- B. mirandus (Cresson, 1873)
- B. parvituberculatus (Cameron, 1885)
- B. persimilis (Szepligeti, 1916)
- B. petiolator Kasparyan & Ruiz-Cancino, 2005
- B. punctatus (Brulle, 1846)
- B. rugosus (Szepligeti, 1916)
- B. scutellaris (Szepligeti, 1916)
- B. serratorius (Fabricius, 1804)
- B. sibine (Cameron, 1911)
- B. similis (Szepligeti, 1916)
- B. tetraspilus Townes, 1966
- B. texanus (Ashmead, 1890)
- B. tibialis (Szepligeti, 1916)
- B. tibiator Kasparyan & Ruiz-Cancino, 2005
- B. tricolor (Szepligeti, 1916)
- B. zapotecus (Cresson, 1874)